# محمد اعتمادی
سید محمد اعتمادی (متولد ۱۳۳۲ اصفهان) مهندس برق ایرانی و استاد دانشکده مهندسی برق دانشگاه صنعتی شریف از ۱۳۶۵ تا کنون است. او بین سال‌های ۱۳۷۲ و ۱۳۷۴ رئیس این دانشگاه و نیز در سال ۱۳۸۷ رئیس سازمان ملی پرورش استعدادهای درخشان بوده‌است. او دارای مدرک لیسانس از دانشگاه شیراز و پی‌اچ‌دی از یو سی ال ای است. زمینه تخصصی او ماکرو الکترونیک است.